# 诺策
诺策（法語：Notsé，又作或）是位于多哥高原区南部的一座城市。诺策是该国哈霍省之省会，距离首都洛美约95公里。2022年人口49,143人。诺策大约在埃維人因约鲁巴人扩张而被西迁后的1600年建城。